# Rampage (datorspel)
Rampage är ett arkadspel från 1986 av Midway Games. Man spelar som ett stort monster som löper amok i en stad. Man kan vara upp till tre som spelar samtidigt.
Man kan spela som ett av tre gigantiska monster: George, en gorilla, Lizzie, en reptil och Ralph, en varg. De tre var från början människor ända tills de råkade få i sig något som fick dem att växa, få stora tänder, bli allmänt aggressiva och skräckinjagande. De tre far sedan genom flera städer i Nordamerika där de hämningslöst förstör allt. Målet med spelet är att förstöra alla byggnader i staden och motstå de väpnade styrkorna som försöker ingripa (helikoptrar, stridsvagnar, båtar, soldater). Spelet består av flera nivåer och när alla byggnader på förgrunden på skärmen har förstörts är nivån avklarad.
Spelarens främsta uppgift är att riva byggnader genom att klättra upp i dem och sparka och slå så mycket som möjligt mot dem. Men man måste också ta itu med militär som sätts in mot monstren, med helikoptrar och stridsvagnar som hela tiden skjuter mot en. Deras fordon slår man mot tills de exploderar. Soldater som skjuter mot en genom öppna fönster tar man itu med genom att äta upp dem. Även vanliga förbipasserande civila går att äta upp. Man kan även äta hamburgare och guldfiskar och rostat bröd som man kan hitta genom fönster.
Spelet har fått flera uppföljare och 2018 kom en film med samma namn baserad på spelet (men i filmen är monstren inte människor från början utan djur).